# 阿達吉賽爾
阿達吉賽爾（拉丁語：Adalgisilus；活躍於7世紀中葉），又稱阿達吉賽盧斯，是法蘭克王國墨洛溫王朝時期的貴族、政治人物與修道院贊助者，奧斯特拉西亞宮相（633年-639年）。他以擔任及宮相與王室聯姻聞名，同時是早期基督教修道制度的重要支持者。

## 生平
633年12月至634年1月期間，阿達吉賽爾擔任奧斯特拉西亞宮相。同時，西吉貝爾特三世被任命為奧斯特拉西亞國王。在科隆主教庫尼伯特的幫助下，他擔任年輕國王的攝政，輔佐西吉貝爾特三世，三人同時由達戈貝爾特一世（任命。他協助穩定王室權力，並對抗紐斯特里亞的競爭勢力。634年，他也作為凡爾登執事阿達爾吉塞爾·格里莫 (Adalgisel Grimo) 遺囑的見證人出現，格里莫可能是他的叔叔。這個血統使得它成為第一批阿努爾夫家族和丕平家族的近親。
639年達戈貝爾特一世去世後，西吉貝爾特三世任命蘭登的丕平為宮相，640年丕平去世後，西吉貝爾特三世又任命奧托為其宮相。643年左右，達戈貝爾特一世於633年任命的圖林根公爵拉杜爾夫發動叛亂。阿達吉賽爾和老格里摩爾德率領軍隊對抗叛軍，但他們的部隊被擊敗，他們被迫集中力量保護年輕國王。後來，西吉貝爾特三世殺死奧托，並任命老格里莫爾德為宮相，但阿達爾吉塞爾的命運卻無人知曉。
根據弗萊德加編年史記載，他在與拉杜爾夫的戰鬥中陣亡。阿達爾吉塞爾在後來的幾項法令中被提及，644年國王西格貝爾特三世的一項捐贈中提到他，國王在另一項捐贈中也提到他，該捐贈支持斯塔沃洛特 (Stavelot) 和馬爾梅迪 (Malmédy) 的修道院；但很難說是否相同或同名字的而已。